# Pilatus PC-9
Пілатус PC-9 (англ. Pilatus PC-9) — швейцарський навчально-тренувальний літак, розроблений авіабудівною компанією «Pilatus Aircraft» для Королівських ВПС Великої Британії. Це одномоторний, низькоплановий турбогвинтовий навчальний літак з тандемними сидіннями, розроблений як подальший розвиток Pilatus PC-7.
PC-9 здійснив свій перший політ у травні 1984 року, після чого у вересні 1985 року отримав сертифікацію. Перші серійні замовлення на цей тип були отримані від Королівських ВПС Саудівської Аравії, а поставки почалися у 1985 році. З того часу було випущено більше 250 літаків різних варіантів, і цей тип використовується низкою військових і цивільних операторів по всьому світу, включаючи ВПС Швейцарії, ВПС Хорватії, Королівські ВПС Таїланду та Ірландський авіакорпус. В деяких версіях має кріплення підвісного обладнання, що дозволяє нести бомби або ракети, також літак може бути озброєний кулеметами.

## Технічний опис
УТЛ Пілатус PC-9 представляє собою моноплан з низько розташованим крилом, триопорним шасі і одним турбогвинтовим двигуном. Екіпаж із двох осіб (учень та інструктор) розташовується у двомісній кабіні тандемного компонування.

## Історія розробки та проектування
Успіх PC-7 і очікуваний попит на турбогвинтові навчальні літаки у майбутньому привели до створення Pilatus більш вдосконаленої навчальної платформи, яка підходить для всіх аспектів навчання – від ab initio до просунутого льотного навчання. Розробка PC-9 розпочалася в травні 1982 року з PC-7 як базової моделі, хоча спільних рис між ними було мало. Двигун було замінено на PT6A-62 від Pratt & Whitney Canada. Оснащений чотирилопатевим гвинтом Hartzell HC-D4N-2A, двигун має максимальну злітну потужність 1150 к.с. (858 кВт) і номінальну потужність 950 к.с. (709 кВт), що більше ніж на 75% перевищує потужність PC-7. Максимальна злітна вага становить 3200 кг, включаючи зовнішнє навантаження, що лише на 500 кг більше, ніж у PC-7.
Два катапультних крісла Martin Baker Mk.CH 11A було встановлено з піднятим заднім сидінням для забезпечення кращого огляду інструктором вперед через однокомпонентний прозорий ліхтар кабіни, що відкривається вправо. Сидіння забезпечують повністю автоматичну систему катапультування від землі до 7620 м (25000 футів) і в діапазоні швидкостей від 60 до 400 вузлів, що значно нижче максимальної швидкості пікірування у 360 вузлів. Система захисту від перевантаження постачає повітря до протиперевантажувальних костюмів екіпажу. На нижній частині фюзеляжу між задніми краями крил було додано гідравлічне аеродинамічне гальмо з перемикачем управління на ручці управління тягою, а шасі також стало гідравлічним.
Системи управління та бортовы приладиі повністю синхронізовані між передньою та задньою кабіною. Дальність польоту може бути збільшена за рахунок додаткових паливних баків ємністю 154 або 248 літрів на підвісах. Деякі з цих функцій було спочатку протестовано на PC-7 від Pilatus, після чого для тестів було побудовано два передсерійних прототипи. Перший прототип (s/n 001 / HB-HPA) здійснив перший політ 7 травня 1984 року, пілотований Гансом Галлі, а другий (s/n 002 / HB-HPB) - 20 липня 1984 року. Після першої програми льотних випробувань Федеральне управління цивільної авіації затвердило сертифікацію типу 19 вересня 1985 року. Щоб продемонструвати свої можливості, літак досяг 39000 футів (11887 м), де він все ще піднімався зі швидкістю 100 футів за хвилину, хоча максимальна сертифікована стеля становить 25000 футів (7620 м) через те, що кабіна не герметизована.
Спочатку літак призначався для поставки у ВПС Великої Британії, але замість нього на озброєння був прийнятий Embraer EMB 312. Проте замовлення на цю модель було отримано від Королівських ВПС Саудівської Аравії і до 2004 року було випущено понад 250 одиниць.
З усіх замовлених літаків значна кількість (67 машин) припадає на ВПС Австралії. Деякі з цих літаків збирали в Австралії з надісланих зі Швейцарії вузлів, а інші навіть мали ряд деталей, створених на місцевих заводах.

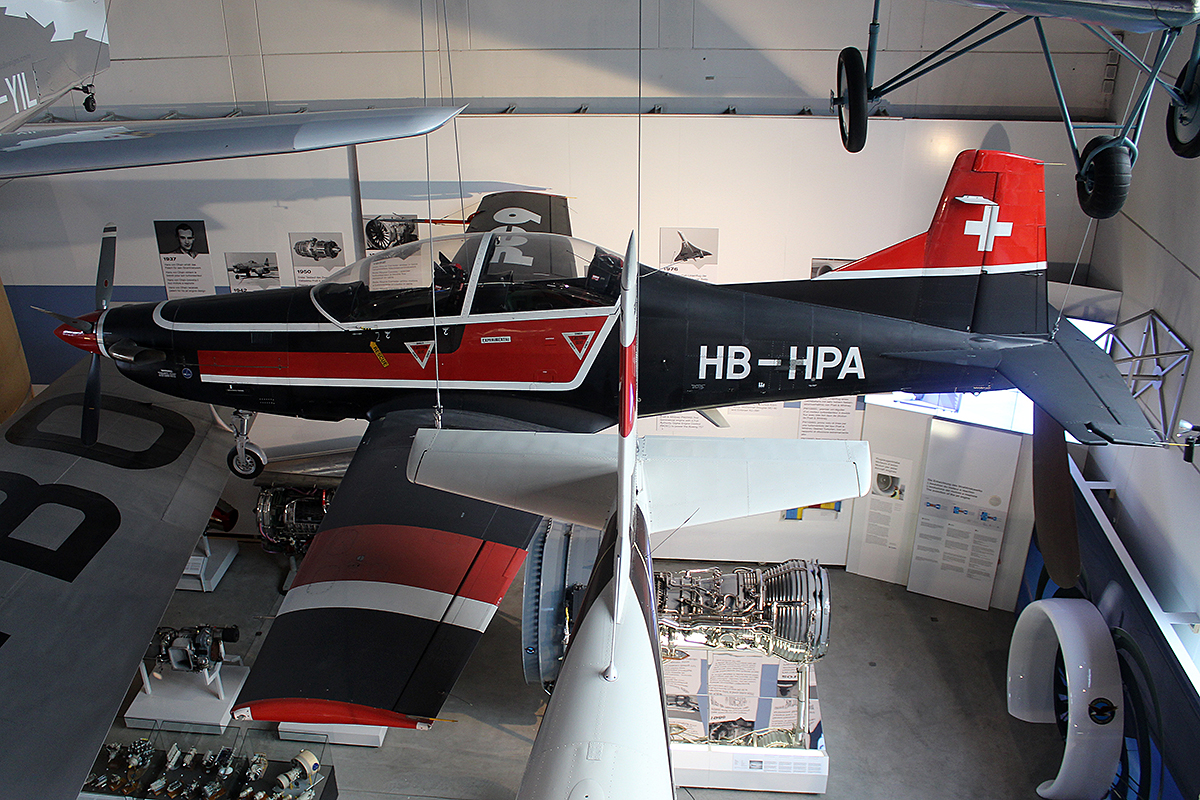
Перший прототип HB-HPA на виставці у Швейцарському музеї транспорту у Люцерні.
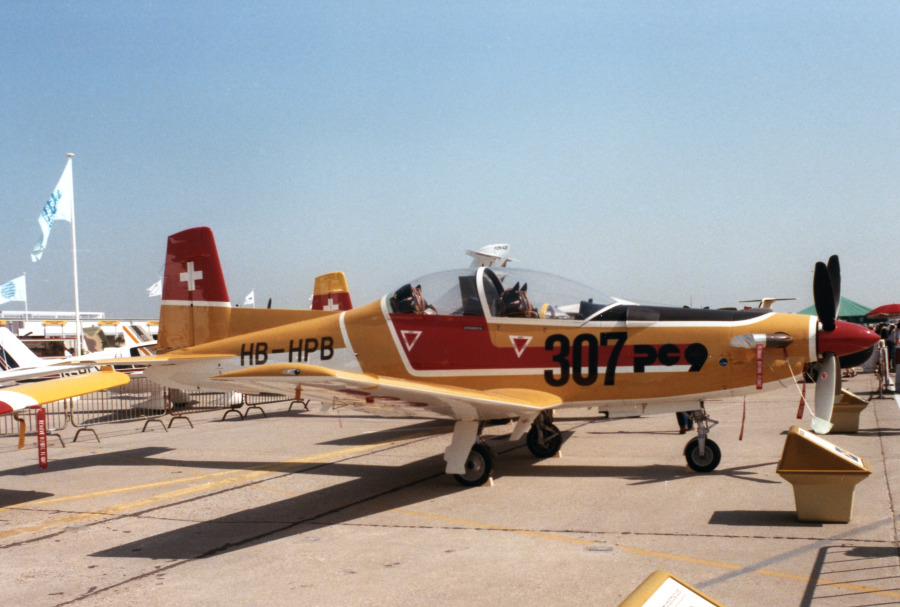
Другий прототип HB-HPB на Салоні Ле Бурже 1985 року.

## PC-9 Mk II
У червні 1997 року PC-9 Mk II було обрано Пентагоном як переможця програми Joint Primary Aircraft Training System (JPATS) для заміни Beechcraft T-34C Turbo Mentor та Cessna T-37A Tweet, що використовувалися ВМС, Корпусом морської піхоти та ВПС США. Pilatus Aircraft співпрацювала з американською компанією Raytheon для повного задоволення вимог програми. Новий літак отримав назву T-6 Texan II і виготовлявся дочірньою компанією Beechcraft.

## Варіанти
- PC-9: базова модель, двомісний учбово-тренувальний літак.
- PC-9/A: модель, розроблена для ВПС Австралії. Загалом побудовано 67 двомісних тренувальних літаків: 2 поставлені компанією Pilatus, 17 зібрані з комплектів і 48 побудовані за ліцензією в Австралії компанією de Havilland Australia|Hawker de Havilland.[3][4]
- PC-9B: модель для ВПС Німеччини. Ця версія для буксирування має збільшену ємність паливних баків, що дозволяє літаку залишатися у повітрі до 3 годин 20 хвилин, а також два лебідки Southwest RM-24 під крилами, що дозволяють буксирувати ціль на дальності до 3,5 кілометрів.
- PC-9M: ця модель була презентована у 1997 році як новий стандартний варіант. Вона має збільшений хвостовий стабілізатор для покращення поздовжньої стабільності, модифіковані обтічники основи крила, закрилки на передній кромці, а також нові органи керування двигуном і гвинтом. Хорватія придбала 17 нових літаків у 1997 році; Словенія замовила дев'ять (прізвисько "Hudournik" – "Стриж") у грудні того ж року; Оман замовив 12 літаків у січні 1999 року; Ірландія підписала контракт на вісім літаків у січні 2003 року. Болгарія придбала 12 літаків у 2004 році. Мексика отримала принаймні два літаки у вересні 2006 року. Останнє замовлення зробила Ірландія на один літак для заміни втраченого, він був доставлений у 2017 році.[5]
- Beech Pilatus PC-9 Mk.2: для участі у конкурсі Joint Primary Aircraft Training System (JPATS) на новий навчальний літак для США компанії Pilatus і Beechcraft розробили значно модифіковану версію PC-9, спочатку названу Beech Pilatus PC-9 Mk. II, яка виграла серед семи інших претендентів.[6] Пізніше вона була перейменована на Beechcraft T-6A Texan II і зараз виробляється та продається незалежно компанією Beechcraft. Понад 700 одиниць планується побудувати для ВПС США і ВМС США, при цьому компанія Pilatus отримує роялті.

## Тактико-технічні характеристики

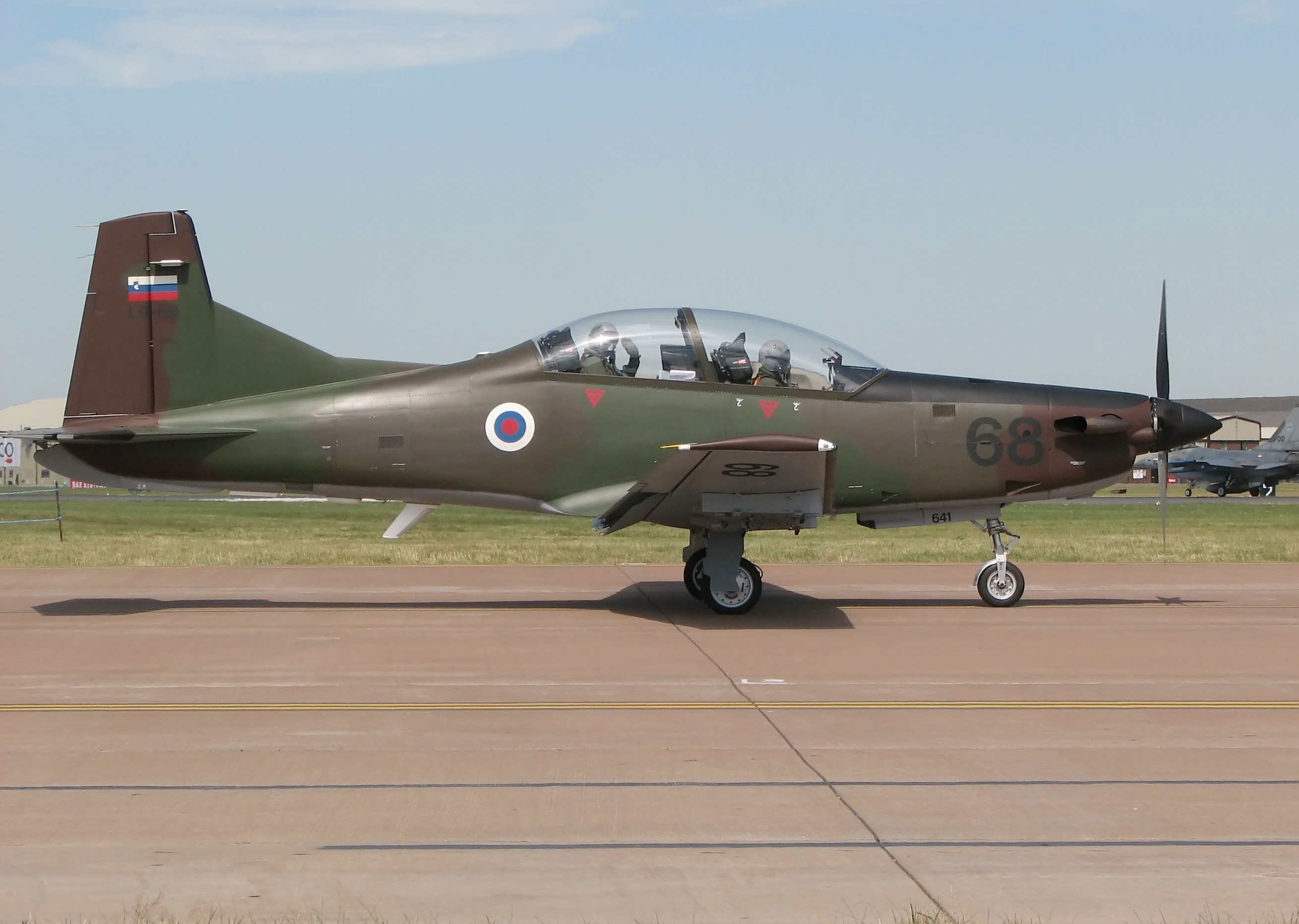
PC-9 на озброєнні у ЗС Словенії.

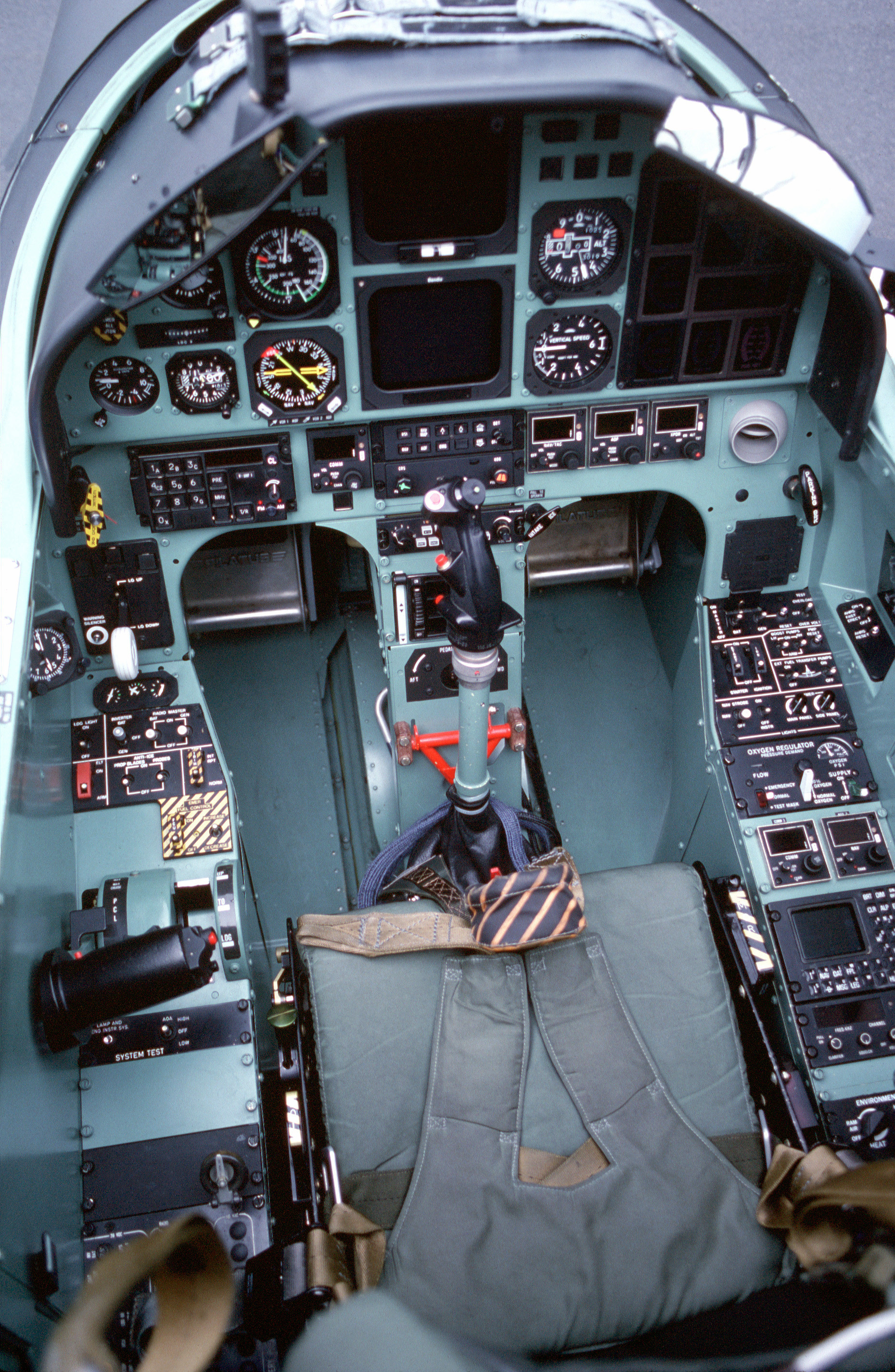
Кабіна Pilatus PC-9.

Джерело: Jane's All The World's Aircraft 2003–2004
Основні характеристики
- Екіпаж: 2 чоловіка, інструктор і учень
- Довжина: 10.14 м
- Висота: 3.26 м
- Розмах крила: 10.125 м

- Площа крила: 16.29 м²
- Маса порожнього: 1725 кг
- Нормальна злітна маса: 2350 кг
- Максимальна злітна маса: 3200 кг (в залежності від модифікації)
- Силова установка: 1 × турбогвинтовий   950 ( 857)

Льотні характеристики
- Максимальна швидкість: 593 км/год
- Крейсерська швидкість: 556 км/год на висоті 7620 м
- Практична дальність: 1537 км
- Швидкопідйомність: 19,7 м/с (4090 футів/хв)
- Навантаження на крило: +7.0 g до -3.5 g
- Довжина розгону: 391 м
- Довжина пробігу: 700 м

Озброєння
7 вузлів підвіски: 3 під кожним крилом, внутрішні з яких розраховані на 250 кг, зовнішні - на 110 кг

## На озброєнні

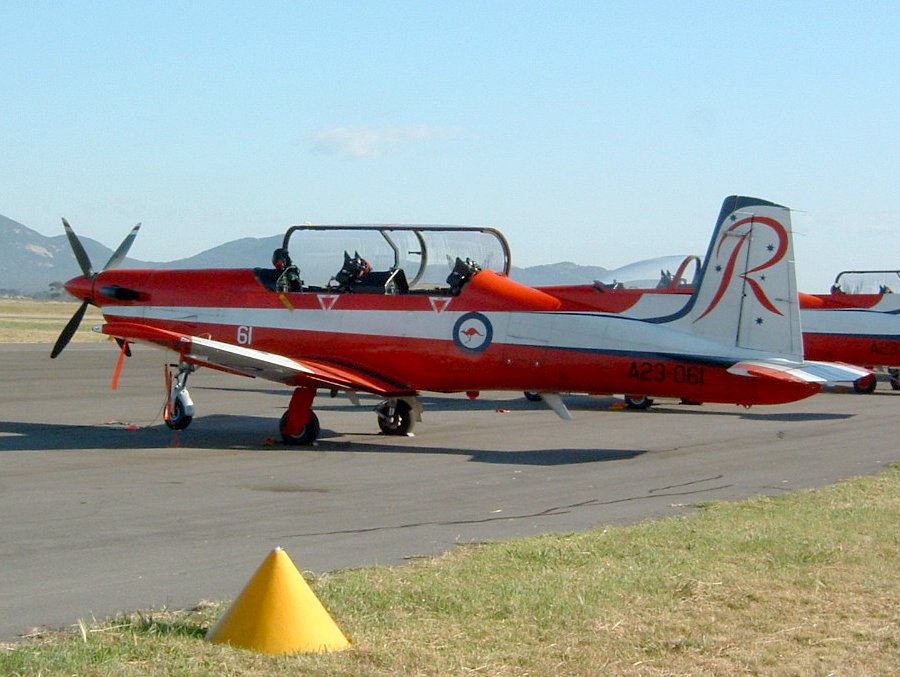
Pilatus PC-9 команди Roulettes ВПС Австралії

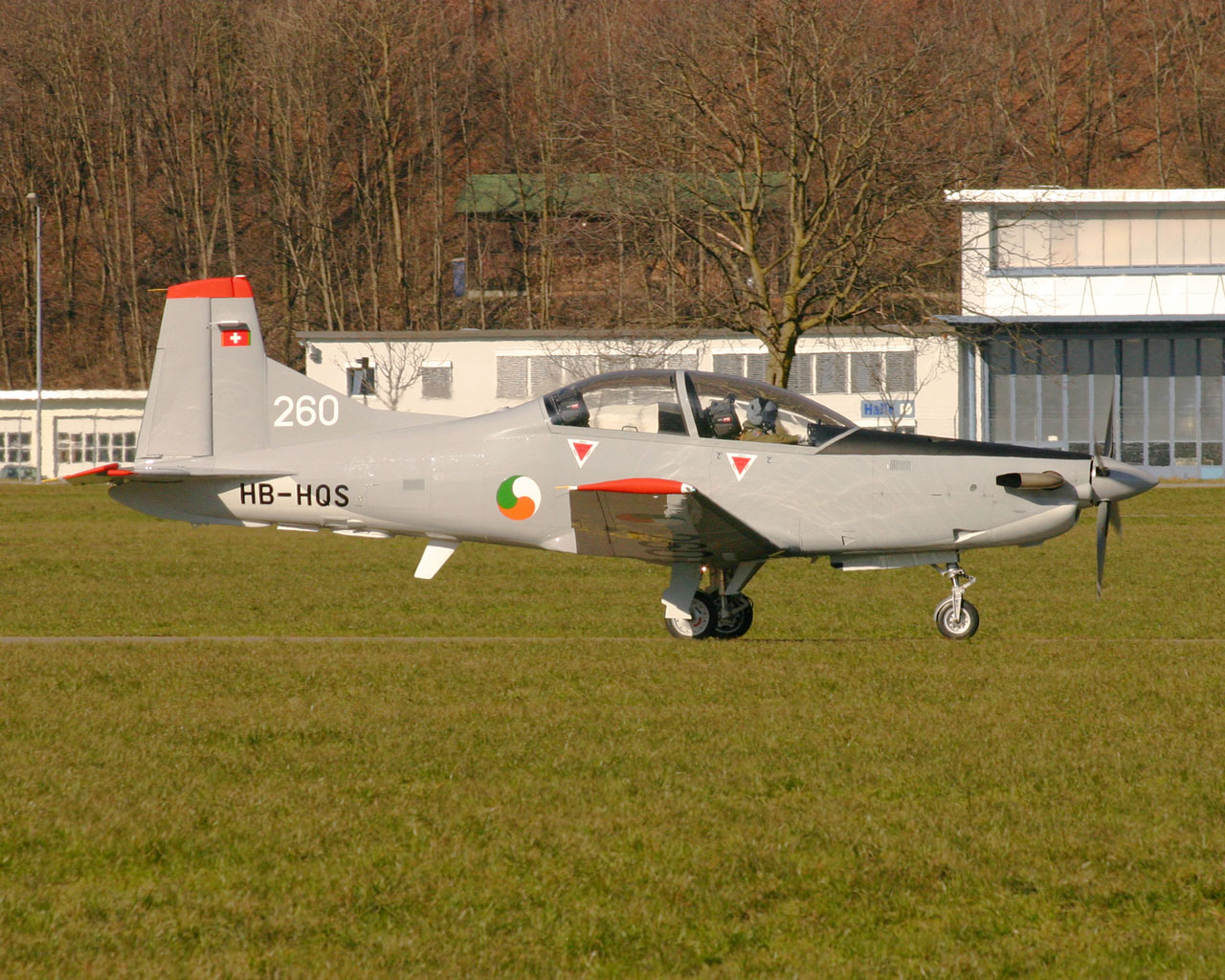
Pilatus PC-9M. Ірландські сили оборони в Buochs

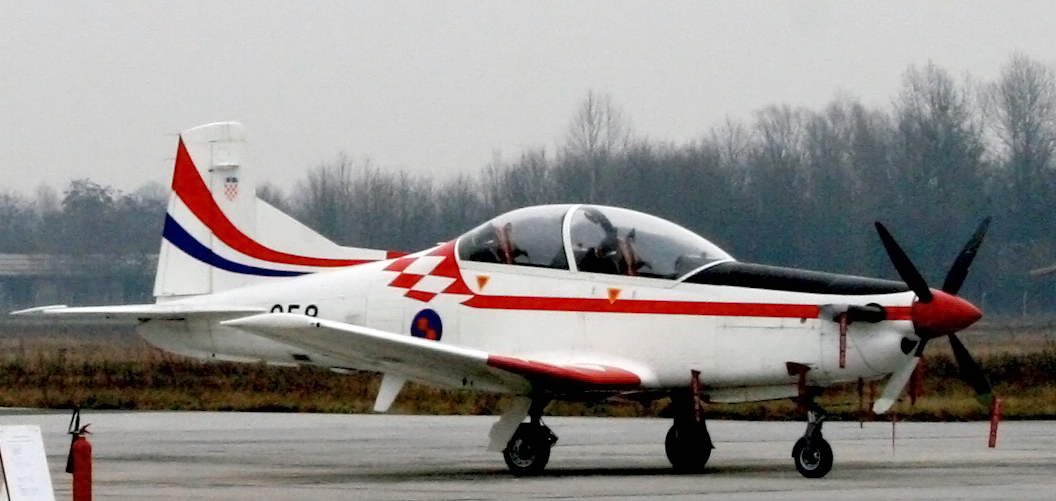
Pilatus PC-9M, ВПС Хорватії

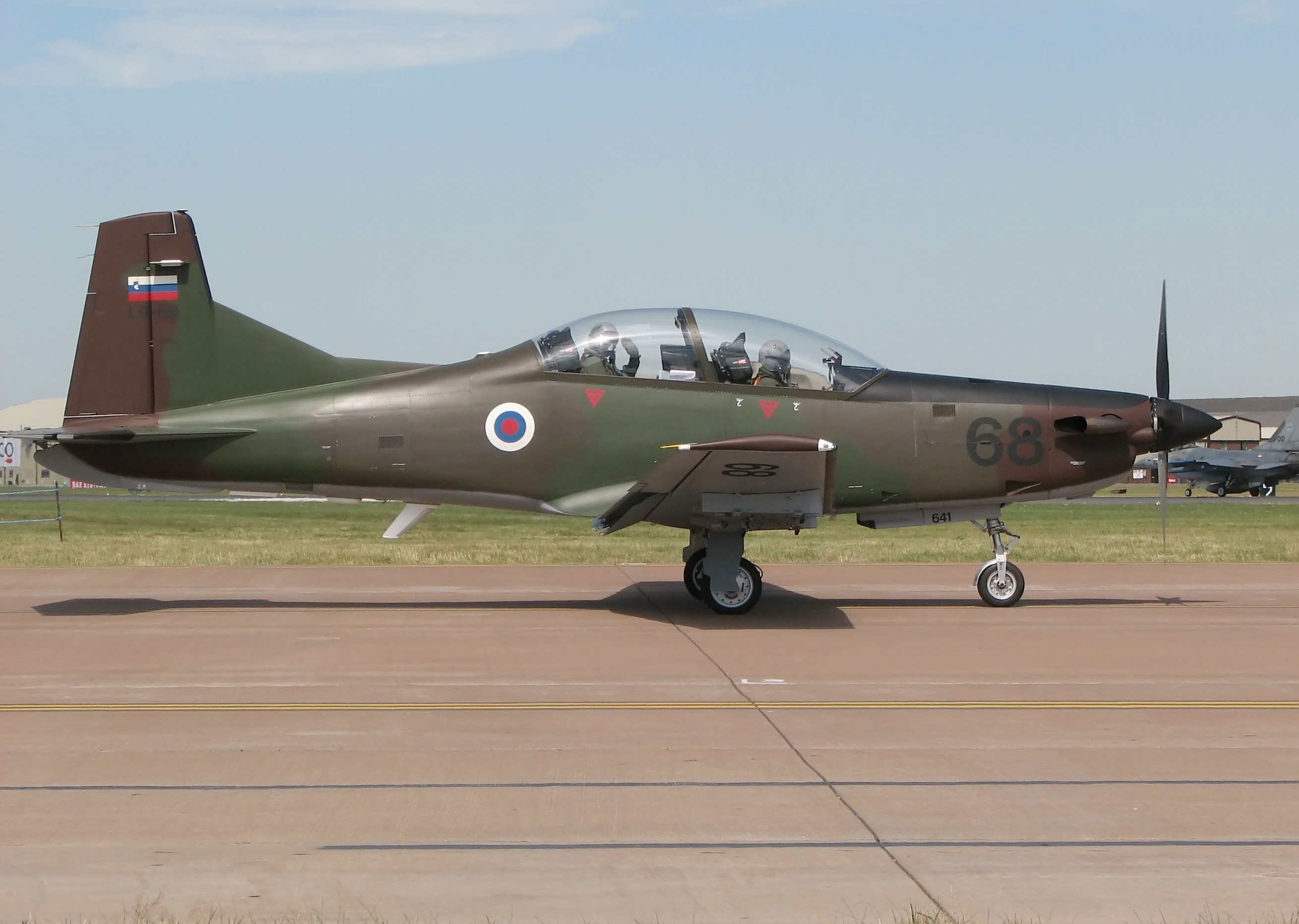
Словенський PC-9M Hudournik (Swift)

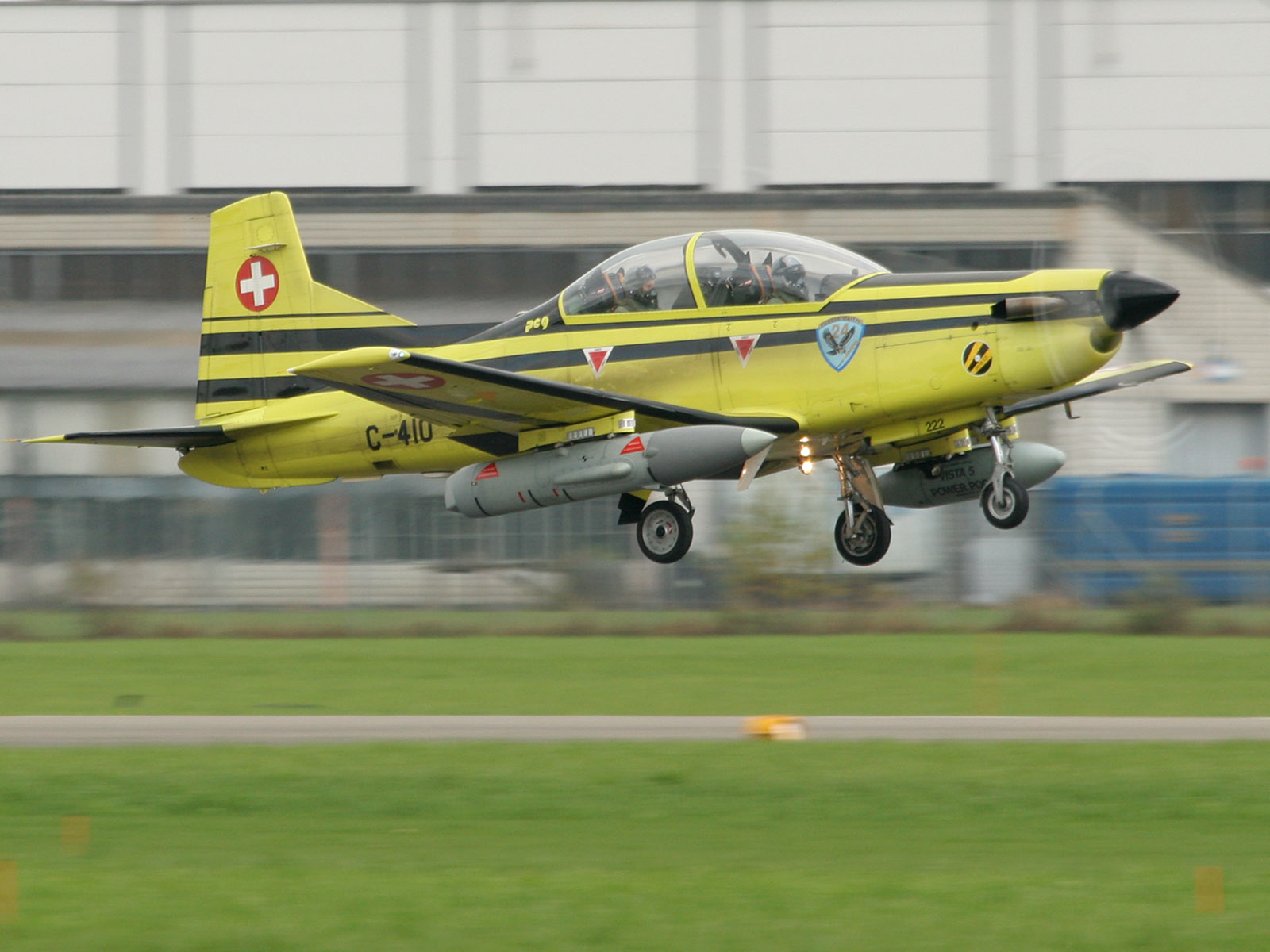
Pilatus PC-9 C-410 в Emmen, ВПС Швейцарії з Vista5-Störsender

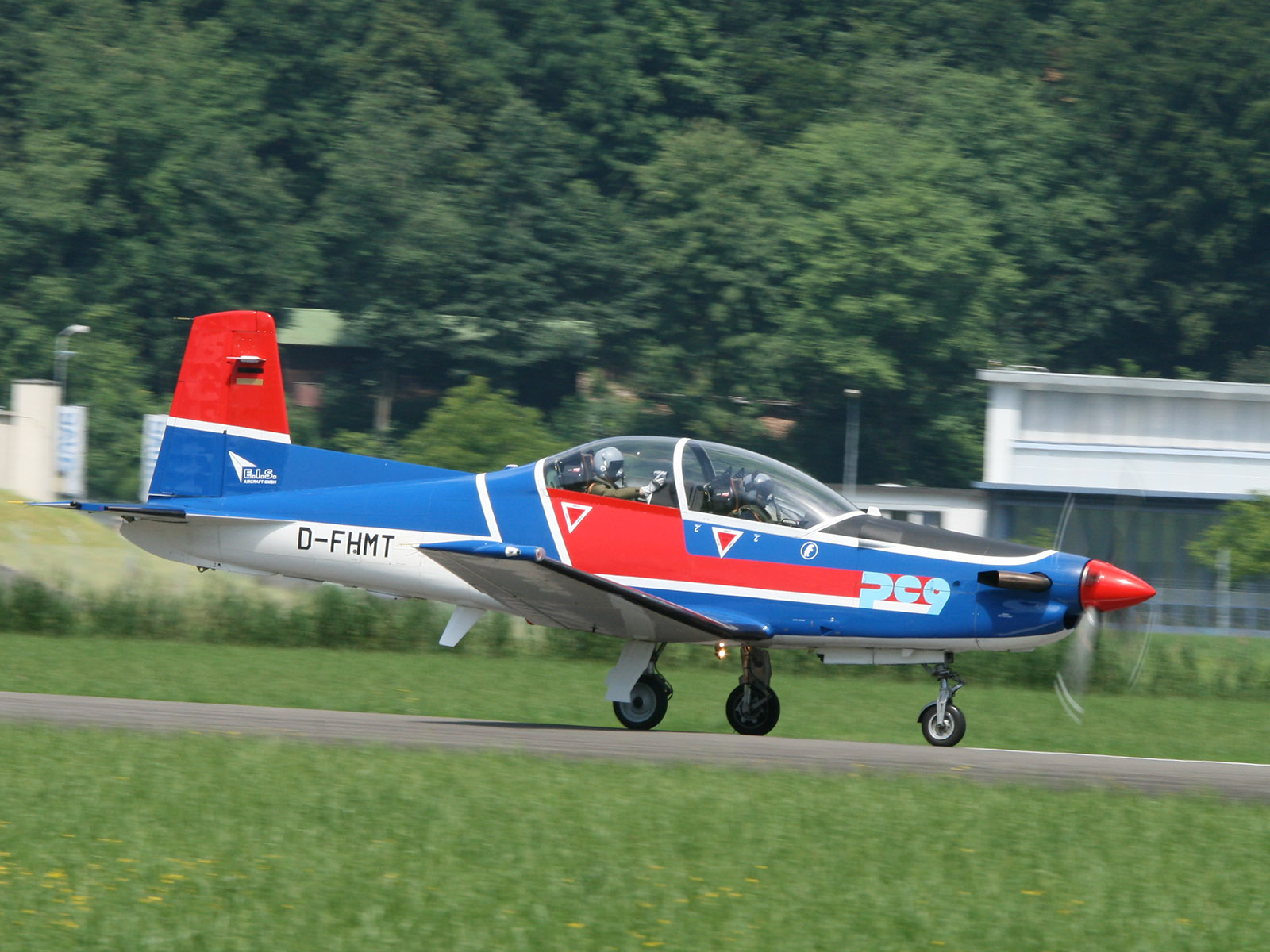
Pilatus PC-9 D-FHMT компанії E.I.S. Aircraft GmbH

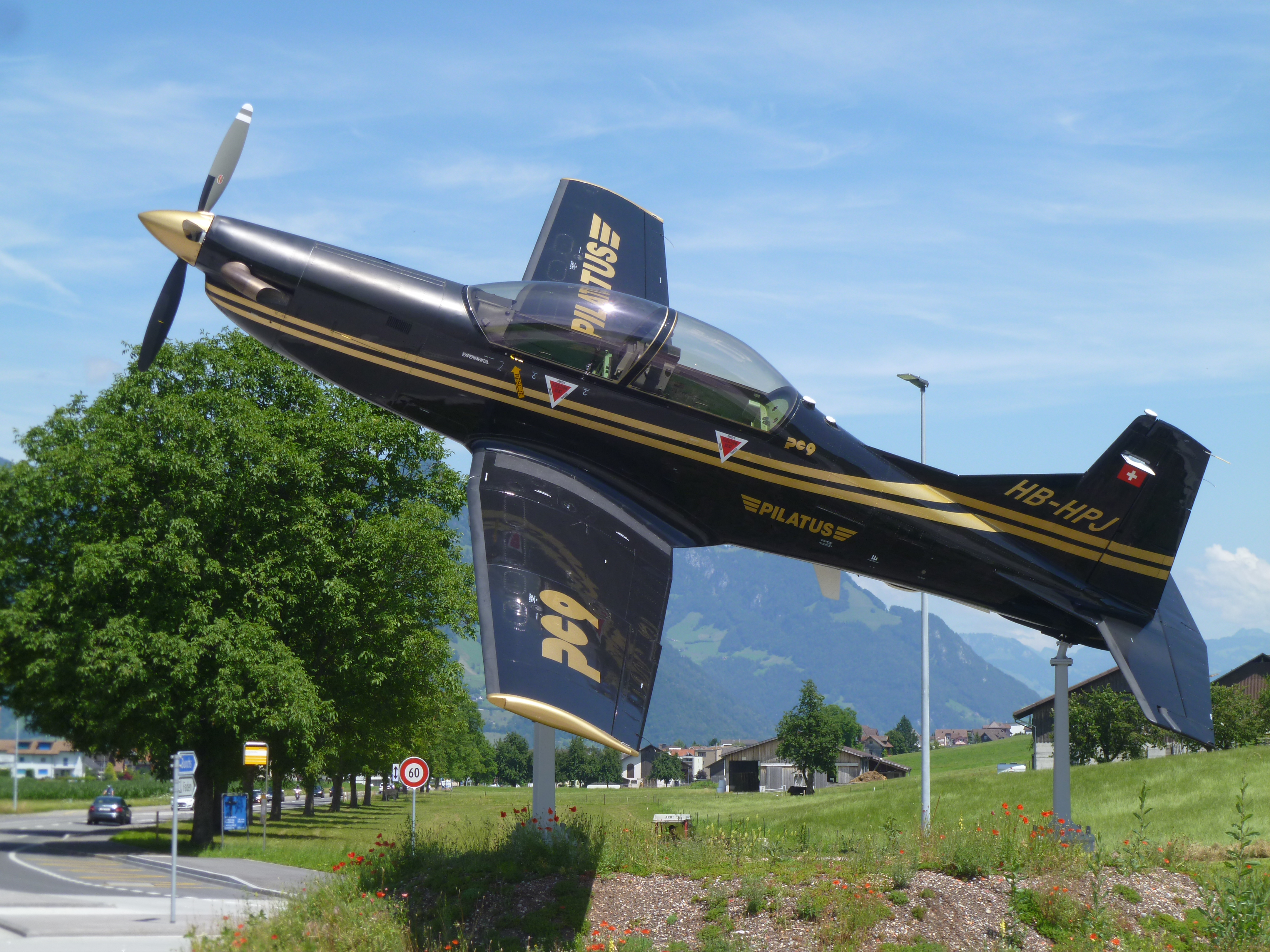
Мистецтво у круговому русі
PC-9 в колі Fadenbrücke

- Австралія - 67, станом на 2013 рік. У грудні 2019 усі машини остаточно замінено на Pilatus P-21[1]
- Ангола - ВПС Анголи мали 4 машини, поставлені з 1987 року. Станом на 2023 рік усі 4 машини були в експлуатації.[8]
- Болгарія - ВПС Болгарії мають 6 машин, поставлених з 2004 року, і станом на 2023 рік всі були в експлуатації.[8]
- Ірландія — 8 машин замовлено у 2004; літаки можуть нести кулемети калібром 12.7 мм або обладнання для запуску ракет[9]
- Мексика - ВПС Мексики мають 2 машини PC-9M, поставлені у вересні 2006 року. Станом на 2023 рік одна машина була в експлуатації.[8]
- М'янма - ВПС М'янми мають 10 машин, поставлених з квітня 1986 року. Щонайменше одна машина знаходиться в музеї.[10] За даними Flightglobal Insight, станом на 2023 рік ще 10 літаків були в експлуатації.[8]
- Оман - ВПС Оману мають 12 машин, поставлених з 1999 по березень 2000 року.
- Словенія - станом на 2017 рік, 2 шт. РС-9 і 9 шт. PC-9М Swift.
- Туркменістан - ВПС Туркменістану мають 11 літаків PC-9M Hudournik (Swift). Три машини були поставлені у 1995 році (одна з яких була знищена в аварії у 2004 році), дев'ять машин - з листопада 1998 року. Пізніше ці літаки були модернізовані в Ізраїлі. Станом на 2023 рік 8 літаків були в експлуатації.[8]
- Хорватія - станом на 2011 рік, 20 шт. на озброєнні ВПС Хорватії[11]
- Чад - ВПС Чаду мають одну машину, поставлену у 2006 році. Машина була ймовірно модернізована для використання касетних бомб.[8]

## Колишні оператори
- Австралія - ВПС Австралії мали 67 машин: 2 поставлені безпосередньо від Pilatus, 17 складені в Австралії з готових частин, 48 повністю виготовлені компанією Hawker de Havilland в Австралії. З 2017 року австралійські PC-9 поступово замінювалися на PC-21. У 2019 році ВПС Австралії вивели PC-9 з експлуатації.[12][13]
- Ірак - ВПС Іраку отримали 20 машин, поставлених з 1987 року. 22 березня 1991 року пілот PC-9 катапультувався, коли його літак був збитий разом з Su-22, який був збитий F-15.[14]
- Кіпр - Національна гвардія Кіпру мала дві машини, поставлені після 1989 року. Одна машина була знищена в аварії 10 вересня 2005 року. Про відновлення експлуатації літака, що зберігся невідомо.[15]
- Саудівська Аравія - ВПС Саудівської Аравії мали 50 машин, поставлених з грудня 1986 року через компанію British Aerospace. У 2015 році PC-9 були замінені на PC-21 у двох ескадрильях льотної школи.[16]
- США - Армія США використовувала три PC-9 як цільові літаки і для тестів з 1991 по 1996 рік. Ці літаки були продані до Словенії.[17]
- Таїланд - ВПС Таїланду придбали 36 машин з 1991 по 1996 рік як тренери. 23 машини служили у 2-й льотній школі і були модернізовані до стандарту PC-9M. Ще одна машина була на зберіганні. Відомо про 4 аварії. У лютому 2024 року ВПС Таїланду вивели 22 своїх PC-9 з експлуатації після доставки удосконалених T-6TH.[18]
- Швейцарія - ВПС Швейцарії мали 16 машин, спочатку орендованих з 1987 року. Чотири літаки (A-791, A-792, A-795 і A-797) були повернуті компанії Pilatus. Після зіткнення у 1998 році машина C-404 була знищена, а C-405 змогла здійснити аварійну посадку і була відремонтована. У 2012 році флот було скорочено до 8 машин, з яких C-401 була передана до музею в Дюбендорфі. У 2017 році ВПС Швейцарії мали 4 активних літаки. Експлуатація завершилася у грудні 2022 року після 28,698 льотних годин. Три літаки були продані компанії Legacy Warbirds у 2023 році.[19][20][21][22][23][24][25]

## Галерея

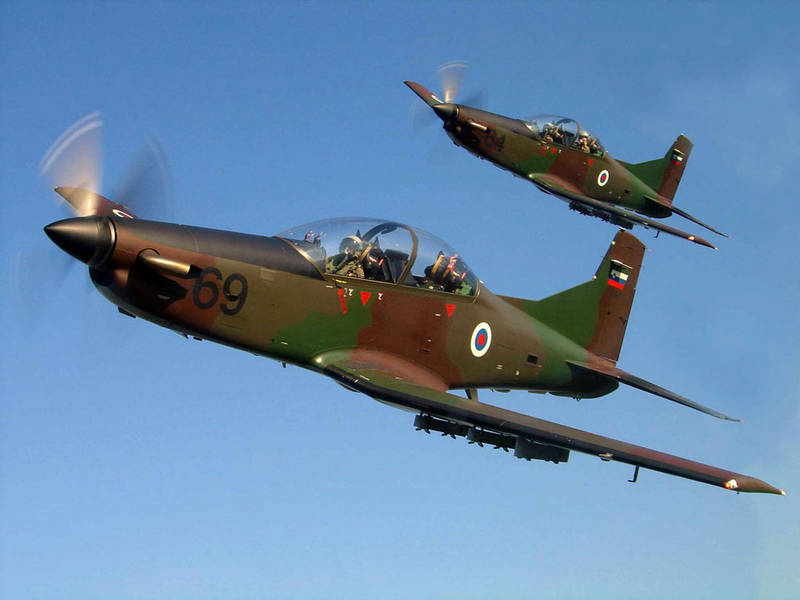
Два PC-9 із словенського 15-того авіаполку (2003)
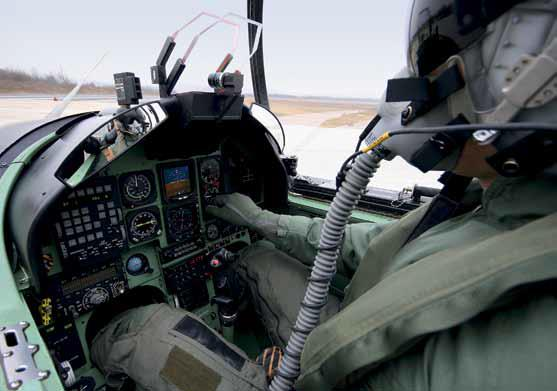
Кабіна словенського PC-9M (2012)
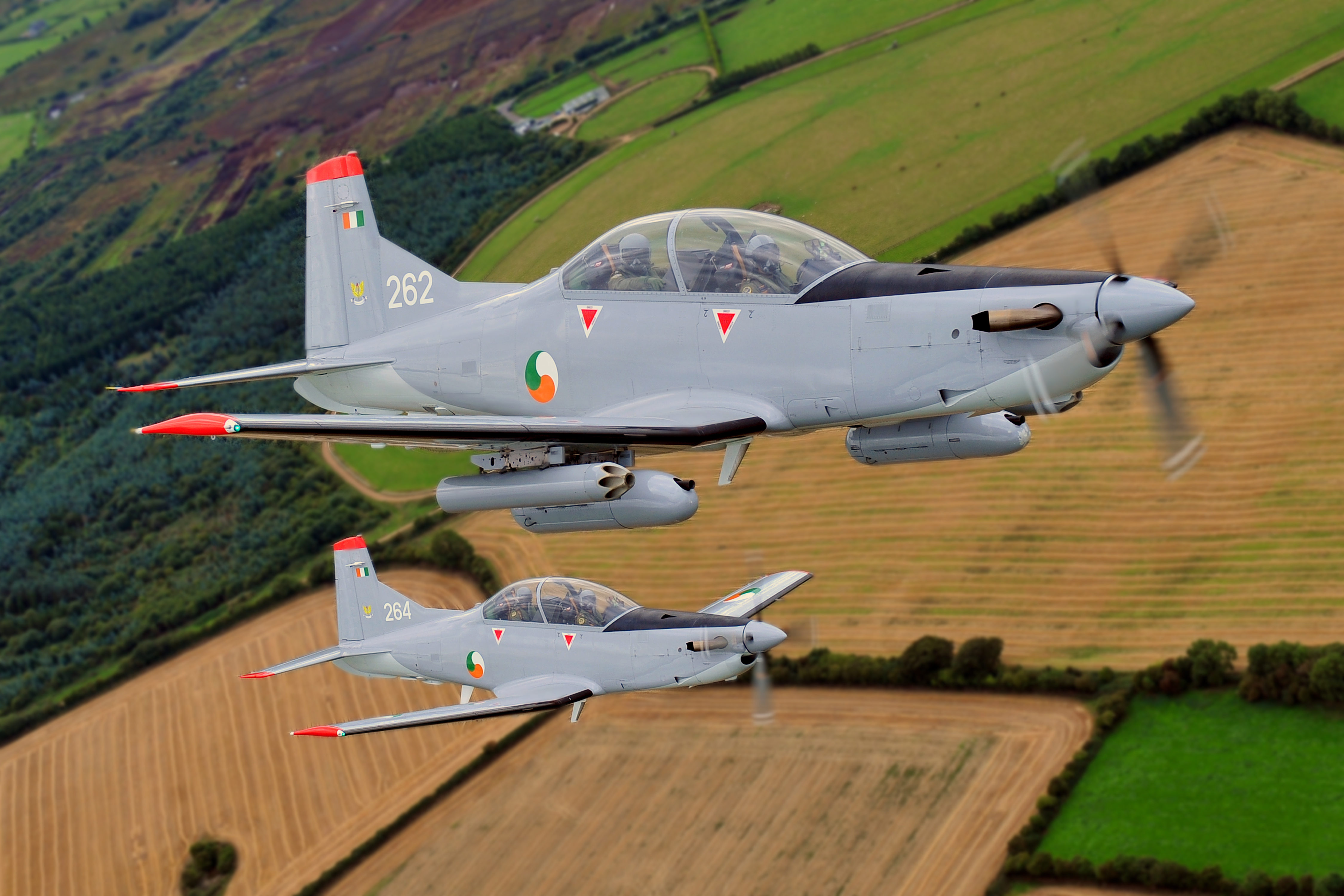
Pilatus PC-9M з Повітряного корпусу Ірландії (2013)
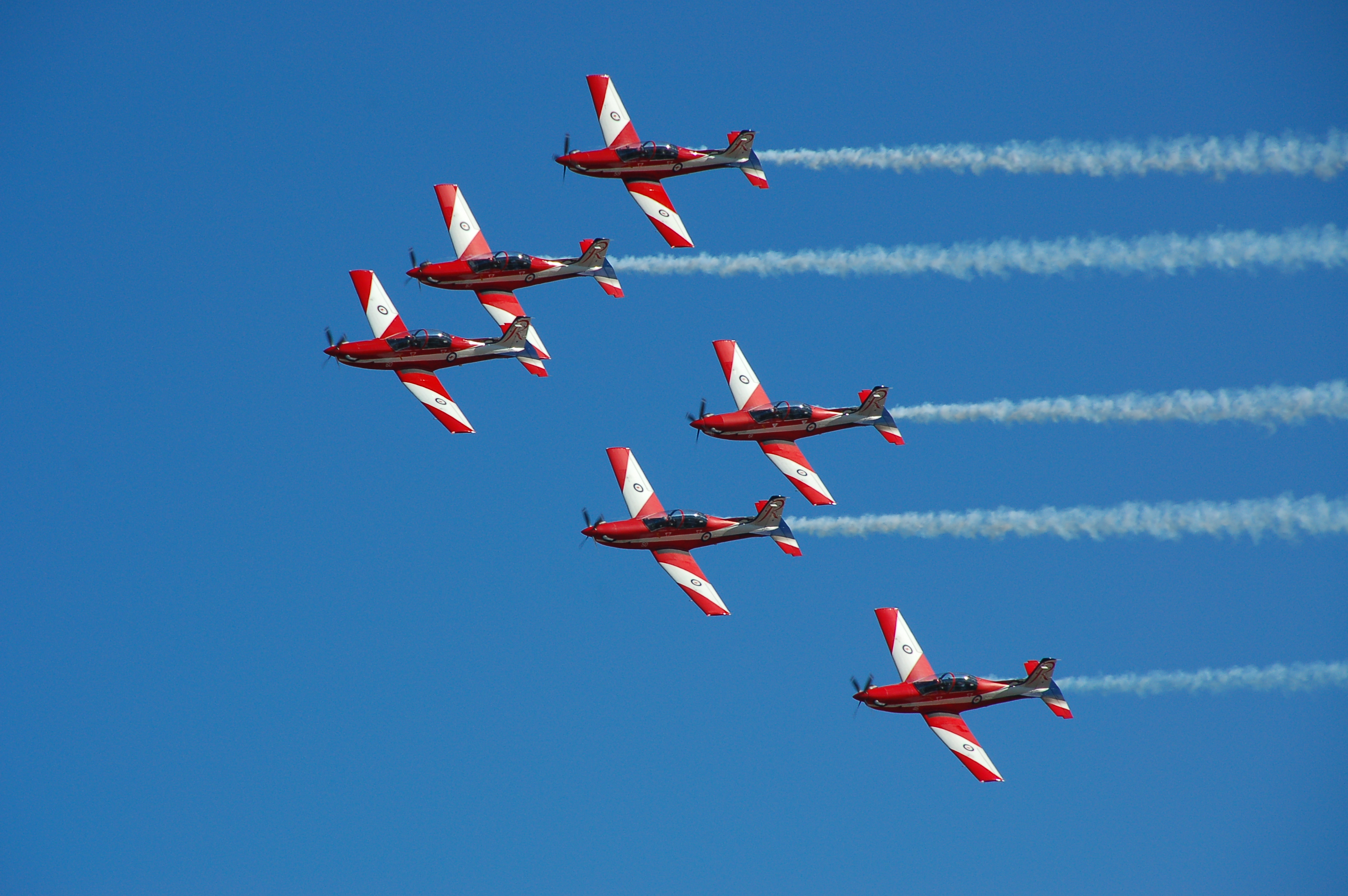
Pilatus PC-9A австралійської аеробатичної групи Roulettes з RAAF (2013)
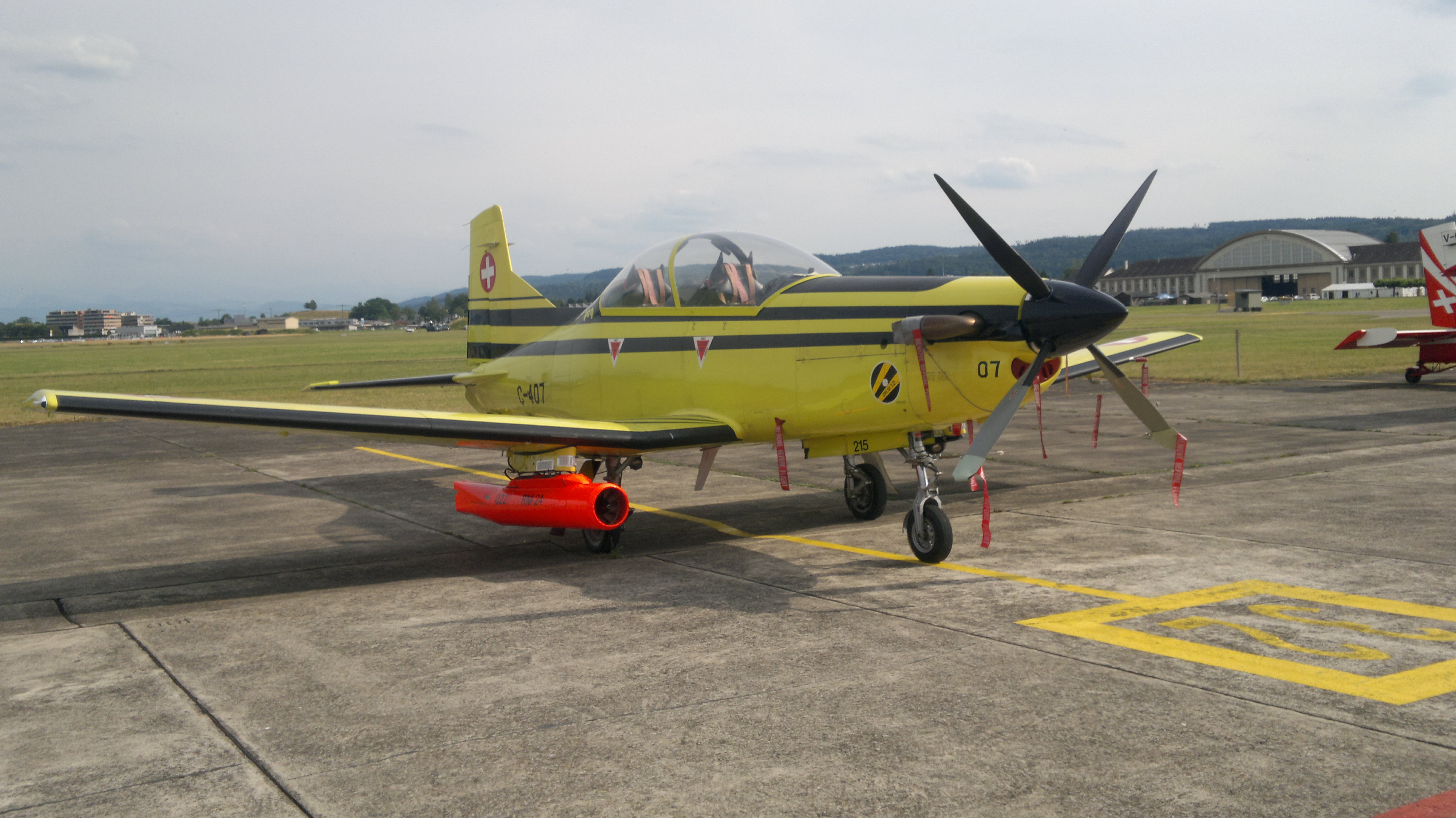
PC-9 з Військово-повітряних сил Швейцарії, оснащені лебідкою RM24 для буксирування цілі. Ця лебідка на 90 кг оснащена кабелем завдовжки 4000 м діаметром 1,63 мм (2014 р.)
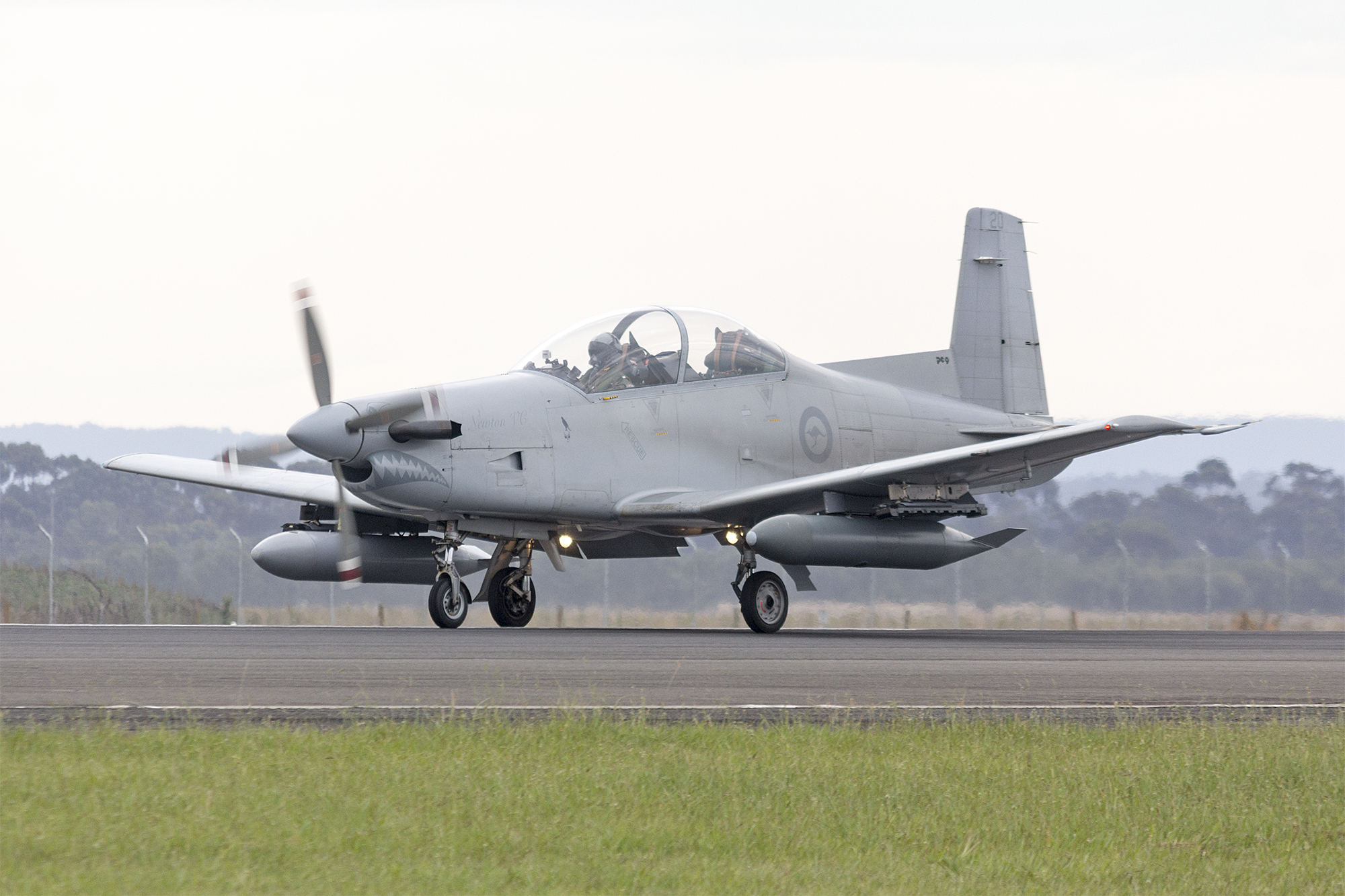
PC-9A/F із австралійського No. 4 Squadron RAAF (2015).